# Plaça del Bo-bo
La Plaça del Bo-bo és una plaça del municipi de Monistrol de Montserrat (Bages) protegida com a bé cultural d'interès local.

## Descripció
És una plaça setcentista amb un esquema irregular de porxos que sostenen edificis de dos pisos d'alçària i que són formats per arcs de mig punt adovellats de gran amplària i sostinguts per massisses columnes amb capitells monolítics de formes trapezoïdals. La plaça porxada o porticada del Bo-bo forma en si mateixa dos àmbits petits: un d'ells, el més interior, està únicament obert al carrer de Sant Joan i l'altre està obert a dos carrers als quals s'hi accedeix amb escales per a salvar els desnivells. La plaça conserva l'empedrat original i les bigues de fusta que sostenen els pisos superiors.

## Història
La plaça del Bo-bo de Monistrol esdevé el centre històric de la vila; és l'única obertura espaiosa al carrer que es forma al peu de l'antic camí que des del riu Llobregat remuntava i pujava la muntanya de Montserrat. Correspon als anys de creixement de la vila moderna de Monistrol (segles XVII-XVIII) i s'hi balla encara, el dia de la festa de Sant Sebastià, la dansa que dona nom a la plaça, el Ball del Bo-bo.